# Серетура
Серетура (рум. Sărătura) — село у повіті Сату-Маре в Румунії. Адміністративно підпорядковане місту Ардуд.
Село розташоване на відстані 429 км на північний захід від Бухареста, 19 км на південь від Сату-Маре, 106 км на північний захід від Клуж-Напоки.

## Населення
За даними перепису населення 2002 року у селі проживали 62 особи, з них 59 осіб (95,2%) румунів. Рідною мовою 59 осіб (95,2%) назвали румунську.